# Щербатов, Николай Григорьевич
Князь Николай Григорьевич Щербатов (1777 — 20 декабря 1845 (1 января 1846)) — российский командир эпохи наполеоновских войн, генерал-майор Русской императорской армии.

## Биография
Сын князя Григория Алексеевича Щербатова (1735—18.01.1810) и его второй жены княжны Анастасии Николаевны Долгорукой (1755—03.04.1810). Брат московского генерал-губернатора Алексея Григорьевича Щербатова. Московский некрополь указывает, что он родился (20 июня (1 июля) 1777) (на надгробии указано: 20 июля 1777), а согласно «Русскому биографическому словарю А. А. Половцова» он родился (1778).
Записан на военную службу в лейб-гвардии Семёновский полк (16 января 1785), произведён в прапорщики (01 января 1791). Пожалованный в поручики (24 мая 1799). Произведён в подполковники (13 марта 1801) и назначен в Свиту Его Императорского Величества.
Шевалье де Сакс, (1802) будучи в Теплице, якобы нелестно отозвался о Щербатове, что привело к дуэли, в результате которой князь Николай Григорьевич нанёс обидчику смертельную рану (по мемуарным источникам первый конфликт между ними возник ещё в 1794—1795).
В ходе Войны четвёртой коалиции неоднократно встречался с французами на поле брани и за удачные действия при Снедове, Станиславове и Остроленке награждён орденом Св. Владимира 4-й степени с бантом, Св. Анны 3-й степени и золотой саблей с надписью «За храбрость».
Перевёлся в лейб-гвардии Гусарский Его Величества полк (1807), произведен в полковники (15 февраля 1808). По семейным обстоятельствам оставил службу и вышел в отставку (1810).
По Высочайшему повелению формировал 2-й Украинский казачий полк (июнь 1812), командиром которого назначен (06 июня 1812). Полк входил с состав Украинской казачьей бригады, расположенной в Тульчине, затем присоединился вместе с бригадой к 3-й Западной армии. Назначен шефом полка (24 февраля 1813), вместе с которым сражался с поляками и австрийцами, а затем в ходе войны шестой антинаполеоновской коалиции участвовал в блокаде Глогау и в сражениях при местечках Лаубене, Гольдберге и Яуре. В начале августа, командуя вверенным ему полком, переправился через реку Бобр (в Силезии), «опрокинул неприятельскую колонну и, заняв возвышение, прикрыл переправу авангарда, после чего атаковал неприятельскую дивизию в дефилеях, разбил её и взял в плен 267 человек; при этом был захвачен экипаж маршала Макдональда». За примерную храбрость, оказанную в этом сражении, произведён в генерал-майоры.
Имея приказ воспрепятствовать переправе врага через реку Бобр в город Левенберг, удачно атаковал неприятеля, вытеснил его из занятой им позиции у самой переправы и взял в плен 2 орудия, 500 рядовых и 36 штаб- и обер-офицеров (17 августа 1813). В сентябре сражался в авангардных боях у местечка Бишевсверда и селения Фишбаха и при блокаде города Дрездена, а в декабре — при переправе через реку Рейн у местечка Кауба и в сражении перед Майнцем. Участвовал а осаде Меца (январь-февраль 1813), а 18 марта — при сдаче столицы Франции города Парижа.
К 1817 году достиг 32° Древнего и принятого шотландского устава, рассматривался, как кандидат к присоединению к петербургской ложе «Елизаветы к добродетели».
После войны командовал 1-й бригадой Украинской казачьей дивизией (с 1818 года стала называться Украинская уланская дивизия). Вследствие ран, полученных в сражениях, уволен в отставку по состоянию здоровья (19 декабря 1819). Жил с семьей в Москве в собственном доме на Воздвиженке.
Умер от водянки 20 декабря 1845 (1 января 1846) года в Москве и похоронен в Донском монастыре.

## Семья
Жена (с 11 апреля 1817 года) — Анна Григорьевна Ефимович (23.06.1789—19.12.1849), католичка, дочь Григория Ивановича Ефимовича. В сентябре 1819 года В. Л. Пушкин писал П. А. Вяземскому: «Кн. Николай Щербатов возвратился из чужих краев, но я его еще не видел. Сказывают, что жена его изрядненько говорит по-французски и довольно ловка. Вот каков Париж! Как же не любить его?». Похоронена на иноверческом кладбище на Введенских горах. Дети:
- Анастасия Николаевна — 1-й муж, кавалергард и адъютант Московского генерал-губернатора — Фёдор Александрович Ермолов (1799—1855), сын А. П. Ермолова, 2-й племянник умершего мужа[9] — Александр Петрович Ермолов. На её пожертвования Московскому дамскому попечительству учреждены: Мариинский институт и Фёдоровский приют. Жила в Париже и приняла католичество.
- Мария Николаевна (ум. 1892) — жена князя Дмитрия Борисовича Черкасского (1806—1864), погребена с мужем в Донском монастыре.
- Зинаида Николаевна (ум. 1867) — девица (1841), погребена рядом с отцом в Донском монастыре.
- Наталья Николаевна (1823— ?) — фрейлина, замужем (с 7 января 1844 года)[10] за полковником Егором Августовичем Нордом.

## Дуэль
О его дуэли с приехавшим в Петербург Иосифом Шевалье де Сакс, побочным морганатическим сыном принца Ксаверия Саксонского, имеются несколько версий:
1. Ехав на лошади верхом, князь Николай Григорьевич встретил Шевалье и обратился к нему на французском: «comment vous portez vous», на что Шевалье ответил «sur mon cheval» . Приняв такой ответ за дерзость, князь со своей стороны наговорил тому дерзостей и получил за это пощёчину, на которую ответил немцу сильным ударом палкой по голове, вызвав на дуэль.
2. Встретив Шевалье в театре, князь Николай Григорьевич, обратился к нему с вопросом на французском языке, нравятся ли ему актёры, но не получив ответа, повторил свой вопрос на немецком языке. Тогда Шевалье де Сакс, обернувшись к своему приставу заметил: «как, однако, дерзки у вас молодые люди. Они так смело навязываются со своими разговорами». Вспыхнувший Щербатов тогда воскликнул: «Ах, ты немецкая свинья — я сам русский князь» и затем сильно ударил немца по лицу палкой. Благодаря этой истории Шевалье был немедленно выслан из России, а Щербатов исключён из службы. Спустя некоторое время князь Николай Григорьевич просил императора Павла I отпустить его за границу, чтобы покончить с дуэлью, получил разрешение и найдя своего врага, убил его выстрелом из пистолета, близ Теплица. По возвращении в Петербург Павел I якобы спросил его: «что, убил немецкую свинью», на что получил утвердительный ответ. Учитывая, что шевалье де Сакс погиб на дуэли в июне 1802 года, а Павел I был убит в марте 1801, изложенная история явно относится к категории фольклора.